# ضريح الحارث بن عمير الأزدي
ضريح الصحابي الحارث بن عمير الأزدي، يقع في لواء بصيرا جنوب مدينة الطفيلة في الأردن، على الطريق الرئيسيّ باتجاه محمية ضانا والبتراء، وهو عبارة عن بناء حديث مع مسجد يوجد في داخله قبر الصحابي الحارث بن عمير الأزدي رسول النبي محمد إلى أمير بُصرى الشام حيث اعترضه في طريقه شرحبيل بن عمرو الغساني وقتله، مما أدّى ذلك لوقوع غزوة مؤتة.
ويشهد الضريح حركة سياحية من قبل الأفواج السياحية المتجهة إلى ضانا والبتراء تقدر بحوالي 50 ألف زائرًا سنويًا بحسب إحصائيات وزارة السياحة والآثار، وتبلغ مساحة أرض المقام حوالي 2300 متر مربع في حين بلغت المساحة المسقوفة قرابة 1000 متر مربع.